# 1876
1876 (MDCCCLXXVI) a fost un an bisect al calendarului gregorian, care a început într-o zi de sâmbătă.

## Evenimente

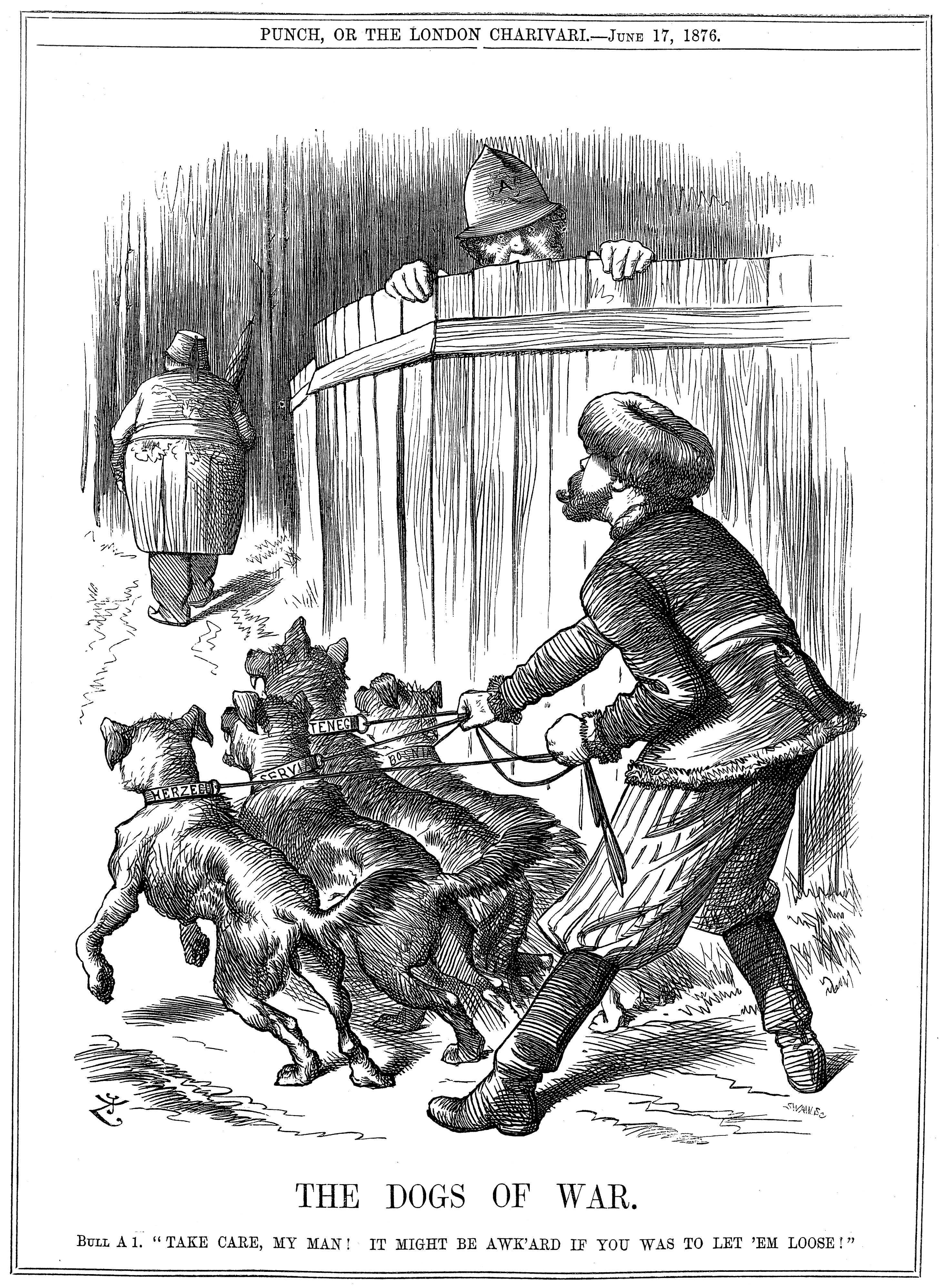
Rusia pregătindu-se să elibereze câinii războiului balcanic, în timp ce Regatul Unit îi avertizează să aibă grijă. Caricatură din revista Punch din 17 iunie 1876.

### Martie
- 10 martie: Alexander Graham Bell a făcut cu succes primul apel telefonic, spunând: "Mr. Watson, come here, I want to see you" (D-le Watson, vino aici, vreau să te văd).

### Mai
- 10 mai: A 10-a aniversare a urcării pe tron al domniorului Carol I a fost sărbătorită cu un ceremonial deosebit.
- 17 mai: Hristo Botev și cetnicii lui pleacă din București spre Giurgiu pentru a reîncepe răscoala înăbușită între timp de turci.
- 30 mai: Abdul-Aziz, sultan al Imperiului Otoman este detronat și este succedat de nepotul său, Murat al V-lea.

### Iunie
- 25-26 iunie: Bătălia de la Little Bighorn. Confruntare în valea râului Little Bighorn, Montana, SUA între trupele federale conduse de colonelul George Custer și un grup de indieni sioux și cheyenne, soldată cu victoria amerindienilor.

### Iulie
- 1 iulie: Serbia declară război Turciei.
- 2 iulie: Muntenegru declară război Turciei.
- 8 iulie: Țarul Rusiei, Alexandru al II-lea, și împăratul Franz Joseph al Austriei se întâlnesc la Reichstädt și încheie un acord secret, cu următoarea alternativă: dacă bulgarii, sârbii și muntenegrenii vor fi înfrânți, cele două imperii vor susține statu-quo ante bellum, dacă turcii vor avea eșec, Austro-Ungaria va anexa o parte din Bosnia-Herțegovina, iar Rusia sudul Basarabiei și portul Batumi din Armenia.

### August
- 1 august: Colorado a devenit cel de-al 38-lea stat al Statelor Unite ale Americii.
- 31 august: Murat al V-lea, sultan al Imperiului Otoman, este deposedat și succedat de fratele său, Abdul Hamid II.

### Octombrie
- 21 octombrie: Trupele sârbe fiind înfrânte, Milan Obrenovici cere intervenția Rusiei, care dă un ultimatum Turciei.
- 23 octombrie: Inaugurarea căii ferate Timișoara–Caransebeș.

### Decembrie
- 26 decembrie: Textul noii Constituții turcești nemulțumește România; conform textului, România și Serbia erau considerate provincii privilegiate ale Imperiul Otoman.

### Nedatate
- aprilie-mai: În sudul Dunării se declanșează răscoala bulgară, după ce insurgenții au cerut la 30 aprilie printr-un memoriu adresat sultanului să le acorde autonomia.
- Din inițiativa lui Carol Davila se organizează la București Societatea Națională de Cruce Roșie a României.
- Prim-ministrul Lascăr Catargiu, este atacat în curtea Adunării Naționale fiind lovit puternic cu o bâtă de un individ, care s-a dovedit a fi un funcționar destituit pentru deturnare de fonduri.
- Prima Constituție a Turciei.

## Arte, știință, literatură și filozofie

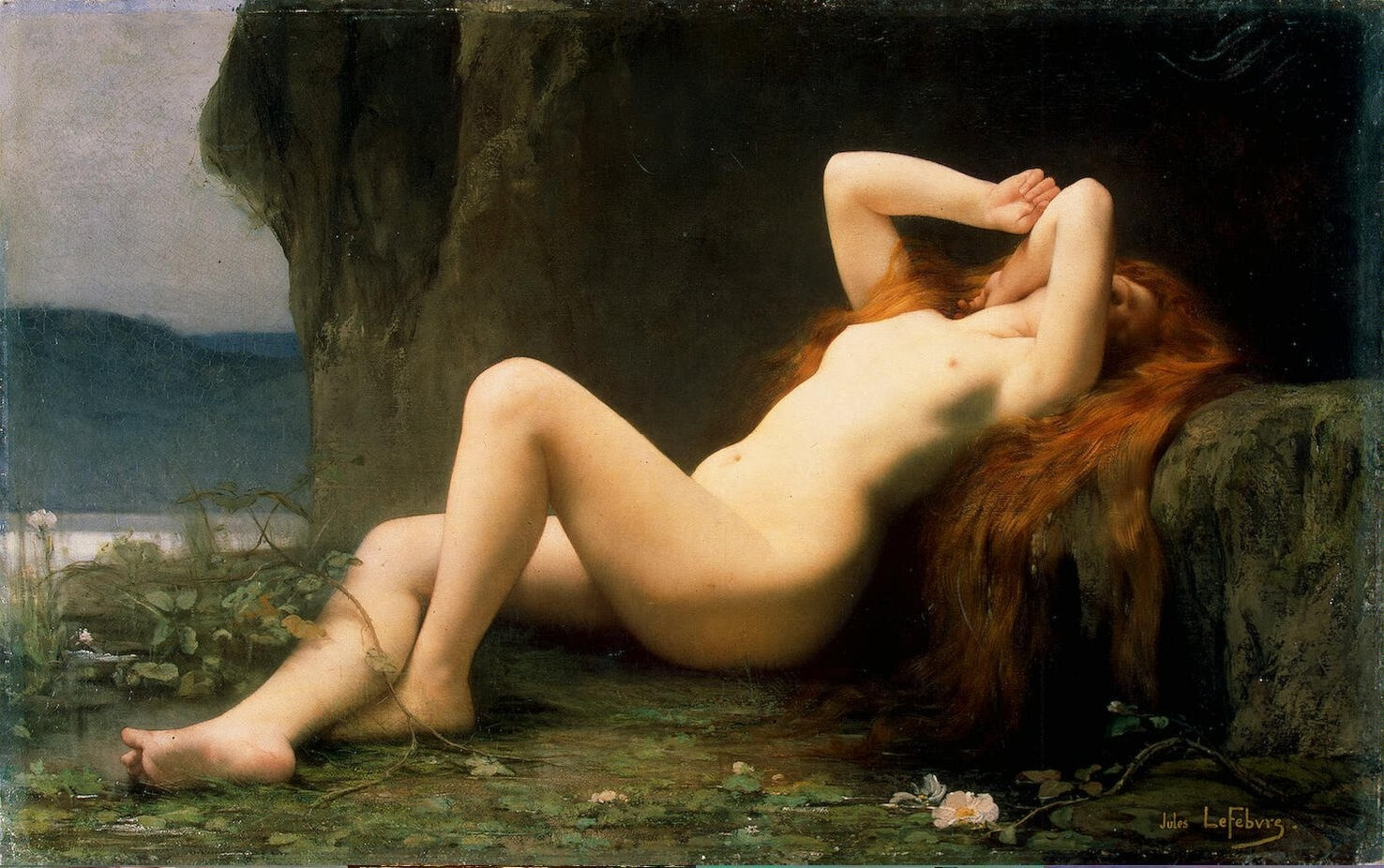
Jules Lefebvre pictează Maria Magdalena în peșteră.

- A apărut, la București, ziarul "Timpul", organul de presă al Partidului Conservator, la care au lucrat Mihai Eminescu, Ion Slavici și I.L. Caragiale.
- Arheologul german, Heinrich Schliemann, descoperă vestigiile Mycènes.
- Brevetarea telefonului. La aceeași dată, Alexander Graham Bell și Elisha Gray au depus o cerere de brevet la Biroul pentru Brevete din New York, primul la ora locala 12.00, iar al doilea la ora 14.00. Pe această diferență s-au bazat cei ce i-au adjudecat lui Bell invenția în procesul ce i-a opus multă vreme pe cei doi inventatori.
- Compozitorul austriac, Johann Strauss fiul, compune valsul Dunărea albastră.
- Filosoful englez, Herbert Spencer, începe publicarea operei sale, Principes de Sociologie.
- Ion Creangă publică Danilă Prepeleac și Povestea porcului.
- Nikolaus August Otto, tehnician german, obține brevetul de invenție pentru motorul cu explozie în patru timpi, alimentat cu benzină și prevăzut cu supape laterale.
- Pierre-Auguste Renoir pictează Le moulin de la Galette, vândută în 1990 pentru 78,1 milioane de dolari.
- Mark Twain publică The Adventures of Tom Sawyer.

## Nașteri
- 5 ianuarie: Konrad Adenauer, politician creștin-democrat german, cancelar al Germaniei (1949-1963), (d. 1967)
- 12 ianuarie: Jack London, scriitor american (d. 1916)
- 15 ianuarie: Ibn al-Aziz, primul rege al Arabiei Saudite (1932-1953),  (d. 1953)
- 19 ianuarie: Milan Begović, poet, romancier, dramaturg croat (d. 1948)
- 19 februarie: Constantin Brâncuși, sculptor român (d. 1957)
- 2 martie: Papa Pius al XII-lea (n. Maria Giuseppe Giovanni Eugenio Pacelli), italian (d. 1958)
- 3 martie: Prințesa Maria Georgievna a Greciei, Marea Ducesă a Rusiei (d. 1940)
- 12 martie: Mustafa Kemal Atatürk, primul președinte al Turciei (1923-1938), (d. 1938)

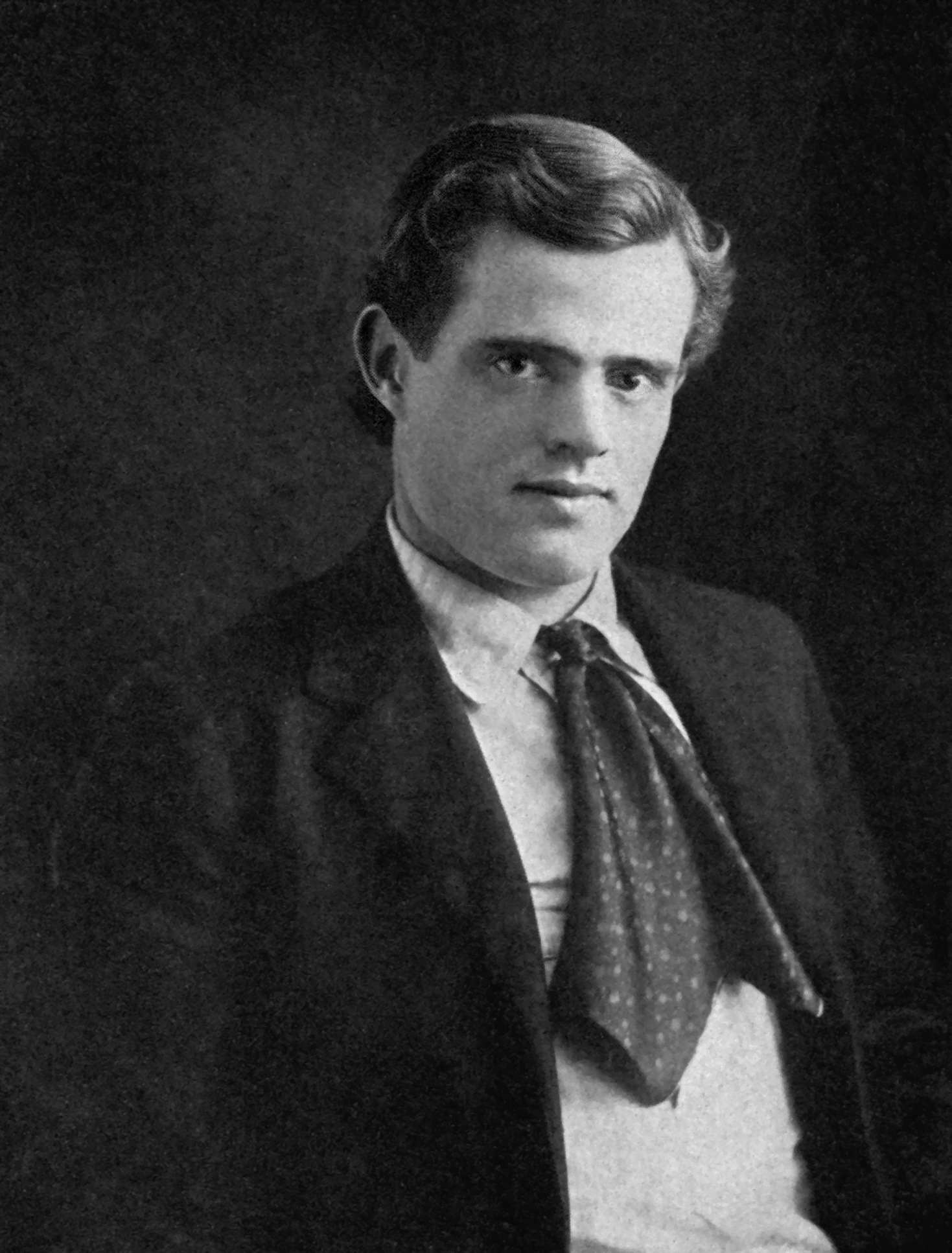
Jack London, scriitor american
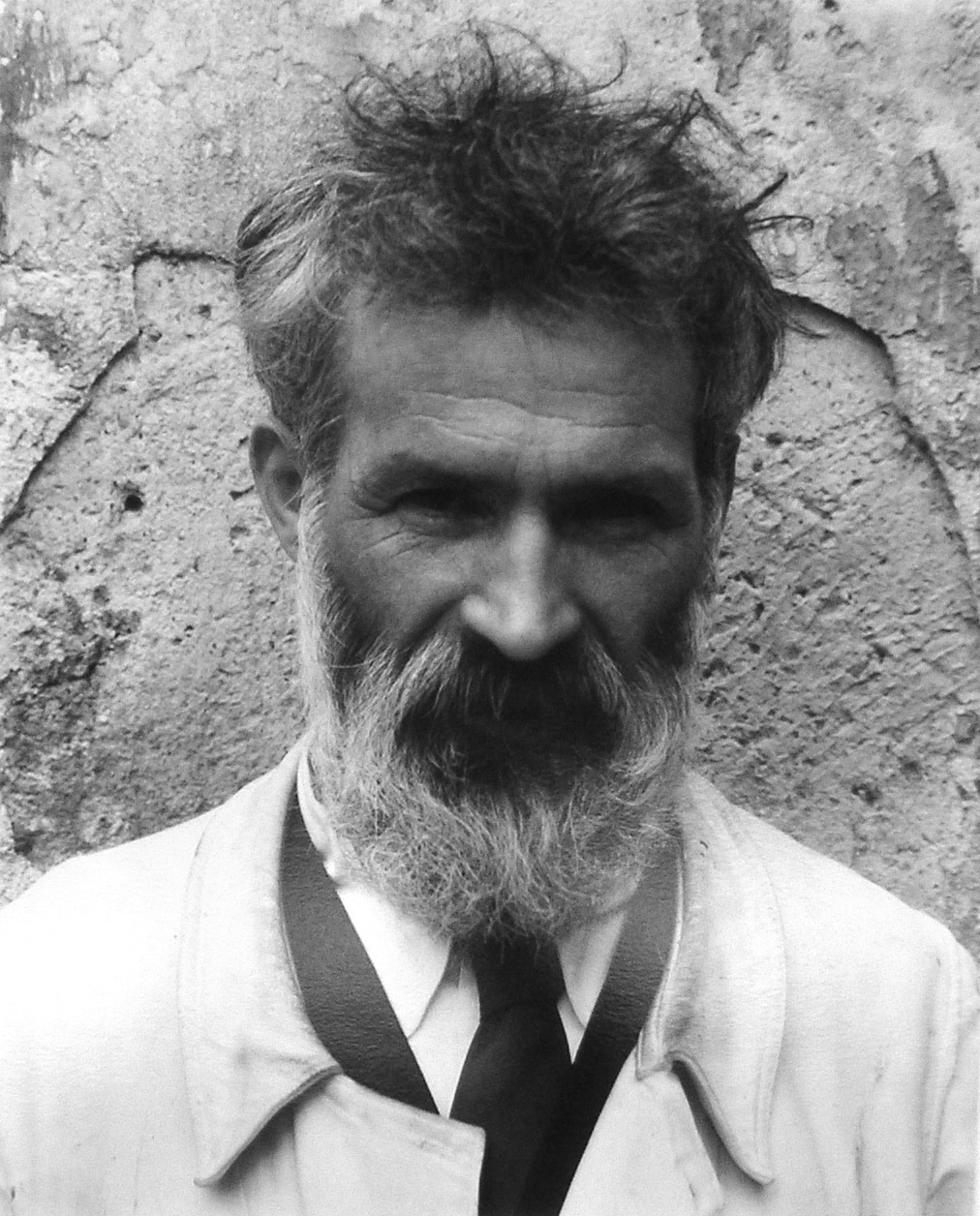
Constantin Brâncuși, sculptor român
Mihai Codreanu, poet, dramaturg, avocat și traducător român
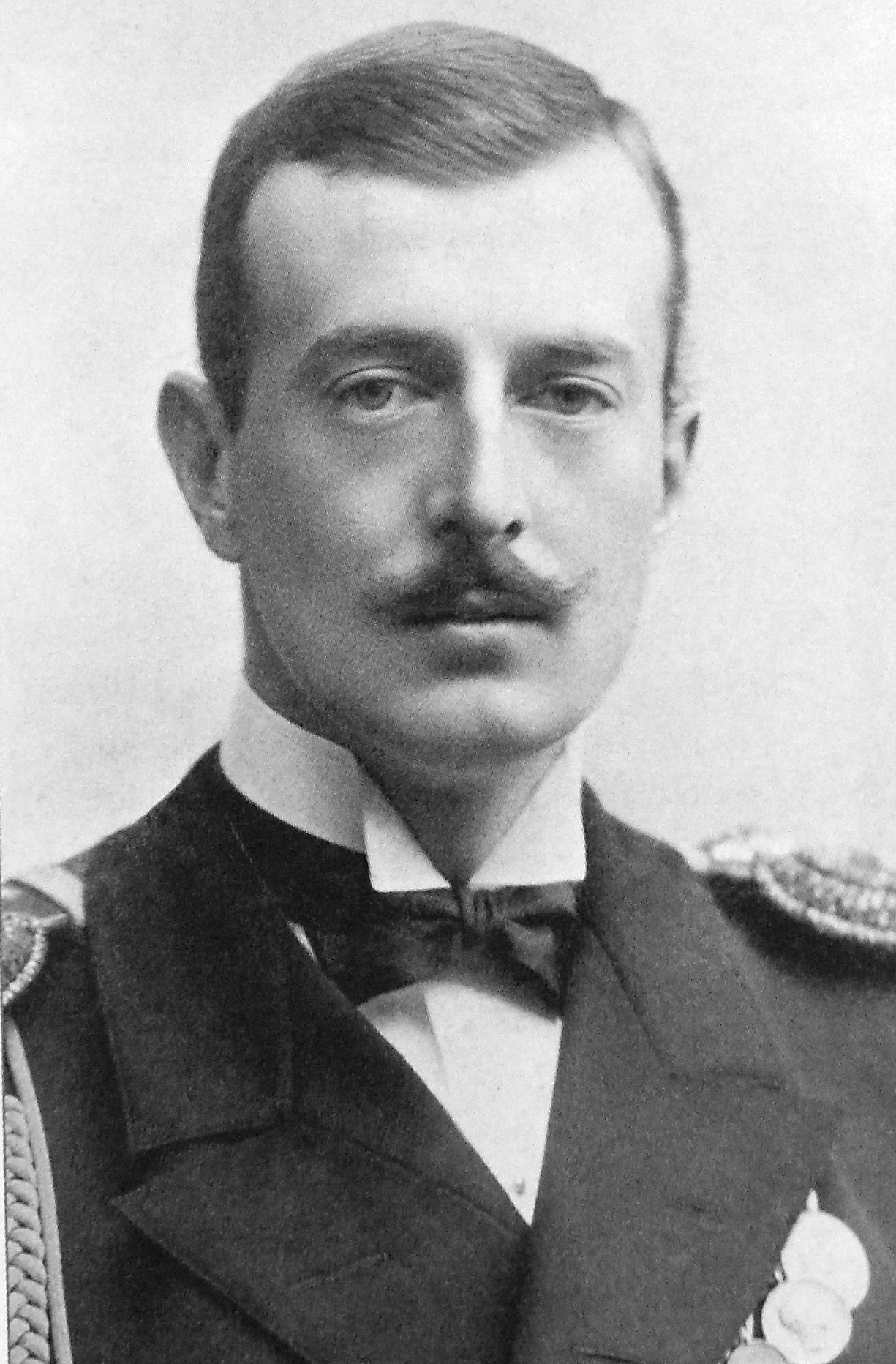
Marele Duce Kiril Vladimirovici al Rusiei

- 26 martie: Wilhelm de Wied, Prinț al Albaniei (d. 1945)
- 19 aprilie: Prințul Hendrik al Țărilor de Jos, Prinț Consort al Țărilor de Jos (d. 1934)
- 27 aprilie: Irma Sèthe, violonistă belgiana (d. 1958)
- 3 iunie: Frederic al VIII-lea al Danemarcei (d. 1912)
- 10 iunie: Wilhelm Ernest, Mare Duce de Saxa-Weimar-Eisenach (d. 1923)
- 2 iulie: Harriet Brooks, fiziciană canadiană (d. 1933)
- 25 iulie: Elisabeta de Bavaria, regină consort a Belgiei (d. 1965)
- 25 iulie: Mihai Codreanu, poet, dramaturg, avocat și traducător român (d. 1957)
- 7 august: Mata Hari (n. Margaretha Geertruida Zelle), dansatoare exotică, spioană de origine olandeză (d. 1917)
- 14 august: Sibilla Aleramo, scriitoare italiană (d. 1960)
- 14 august: Alexandru I al Serbiei, rege al Regatului Serbiei (1889-1903), (d. 1903)
- 2 septembrie: Francesc Cambó, om politic spaniol (d. 1947)
- 20 septembrie: Alexandrina Cantacuzino, activistă politică, filantropă, diplomată, feministă (d. 1944)
- 8 octombrie: Prințul Harald al Danemarcei (d. 1949)
- 12 octombrie: Marele Duce Kiril Vladimirovici al Rusiei  (d. 1938)
- 5 noiembrie: Raymond Duchamp-Villon, artist plastic francez (d. 1918)
- 14 noiembrie: Orest Tafrali, istoric român (d. 1937)
- 15 noiembrie: Ana de Noailles (n. Ana Elisabeta Brâncoveanu), poetă franceză de origine română (d. 1933)
- 19 noiembrie: Tatiana Afanasieva, matematiciană rusă (d. 1964)
- 23 noiembrie: Manuel de Falla, compozitor spaniol (d. 1946)
- 25 noiembrie: Victoria Melita de Saxa-Coburg și Gotha, Mare Ducesă a Rusiei, sora reginei Maria a României (d. 1936)
- 8 decembrie: Hortensia Papadat-Bengescu, scriitoare română (d. 1955)
- 8 decembrie: Constantin Moisil, profesor de istorie, arheolog și numismat român  (d. 1958)

## Decese
- 3 ianuarie: Nikolai Karlovici Krabbe, 61 ani, amiral al marinei imperiale ruse (n. 1814)
- 21 februarie: Marea Ducesă Maria Nicolaevna a Rusiei, 56 ani (n. 1819)
- 24 februarie: Joseph Jenkins Roberts, 66 ani, președintele Liberiei (1848-1856 și 1872-1876), (n. 1809)
- 25 februarie: Seweryn Goszczyński, 74 ani, scriitor polonez (n. 1803)
- 5 martie: Francesco Maria Piave, 65 ani, libretist italian (n. 1810)
- 30 martie: Antoine Jérôme Balard, 73 ani, chimist francez (n. 1802)
- 22 aprilie: Infanta Isabel Maria a Portugaliei, 74 ani (n. 1801)
- 23 mai: Janko Kráľ, 54 ani, poet slovac (n. 1822)

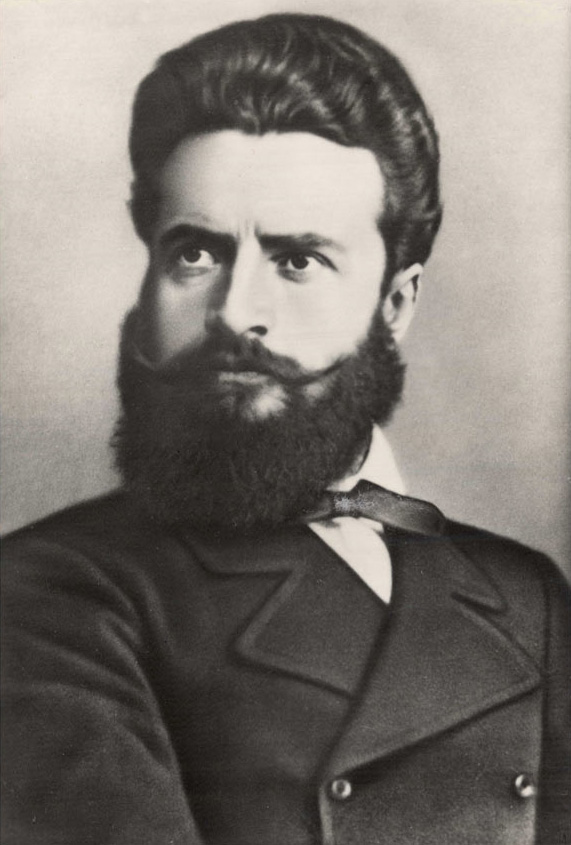
Hristo Botev, poet și revoluționar bulgar
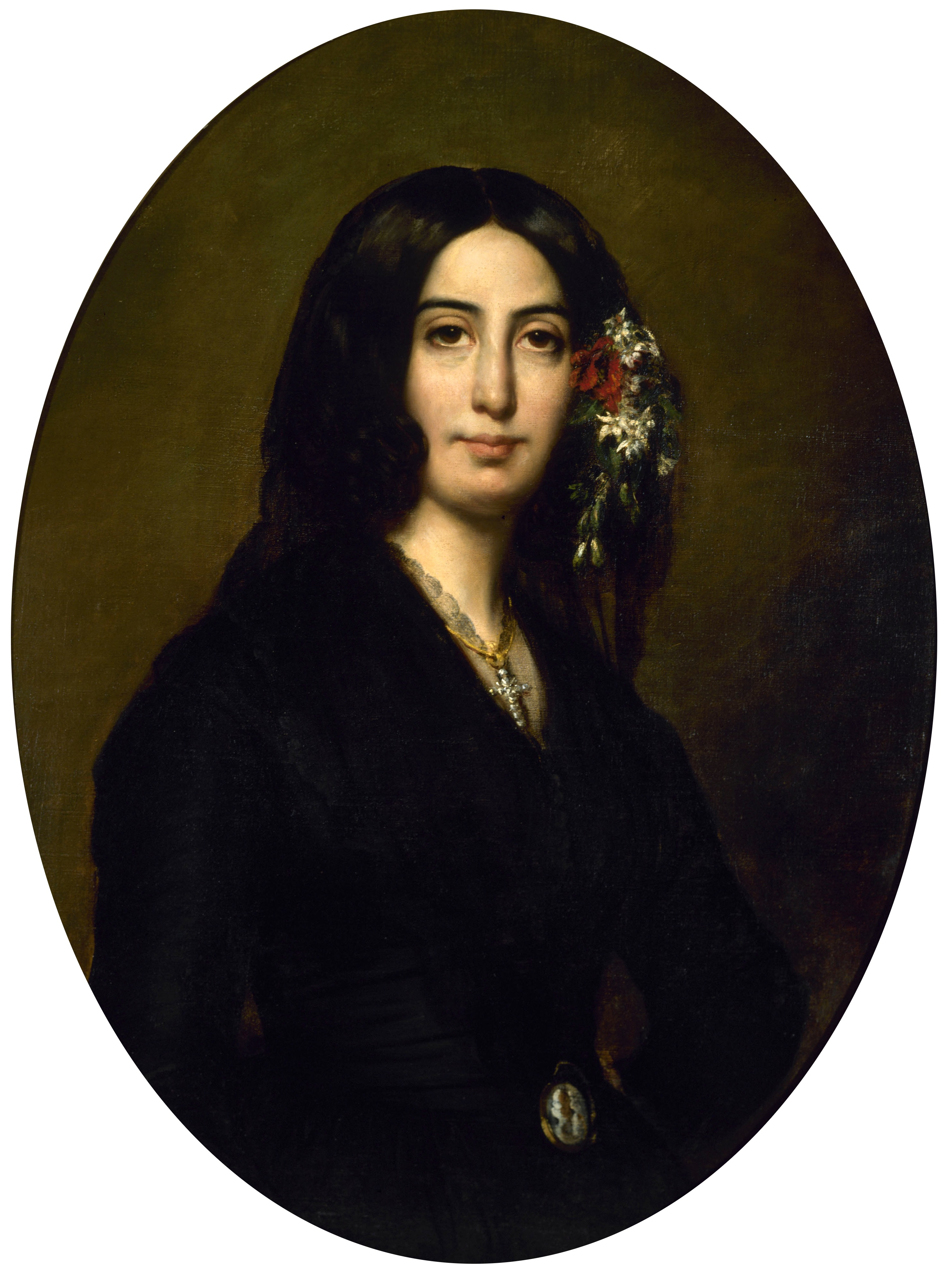
George Sand, nuvelistă franceză
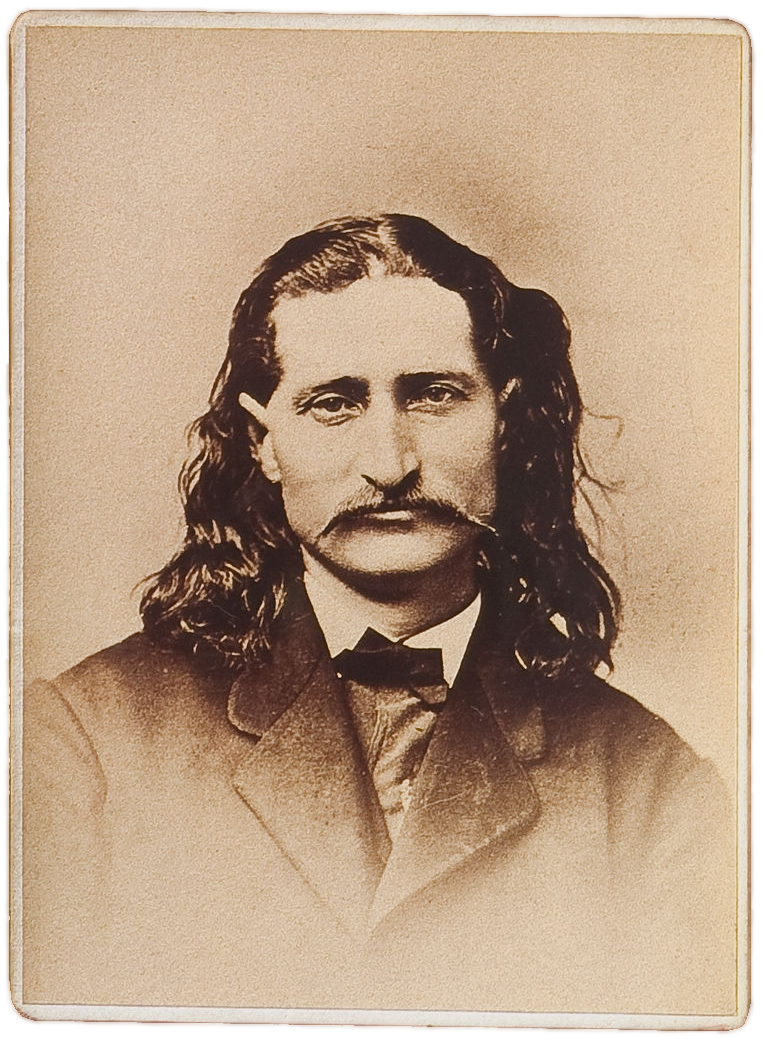
Wild Bill Hickok,  erou popular din Vestul Sălbatic american
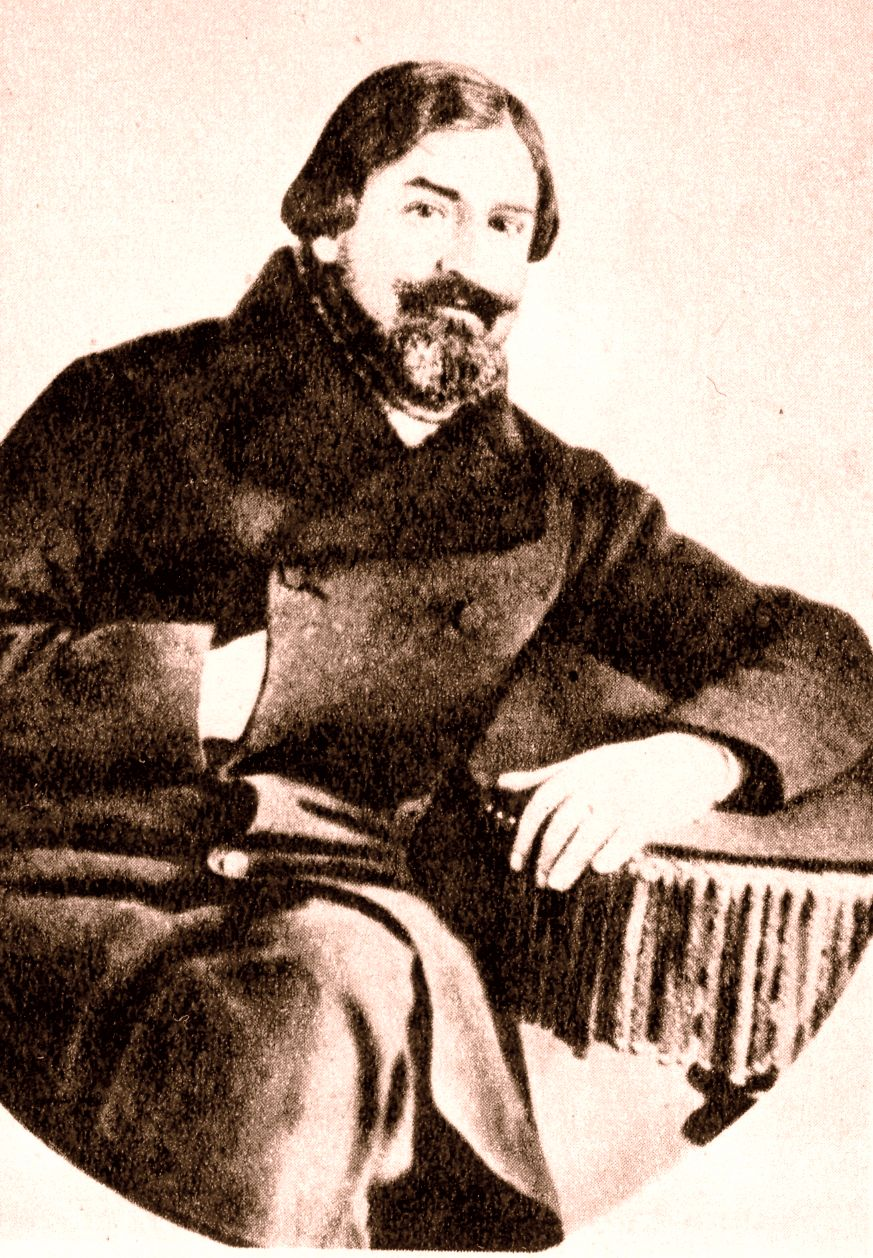
Costache Negri, scriitor și om politic român

- 29 mai: Friedrich Christian Diez, 82 ani, filolog și romanist german (n. 1794)
- 7 iunie: Josephine de Leuchtenberg (n. Joséphine Maximiliane Eugénie Napoléonne), 69 ani, soția regelui Oscar I al Suediei și Norvegiei (n. 1807)
- 1 iunie: Caroline Charlotte Mariane de Mecklenburg-Strelitz (n. Caroline Charlotte Marianne), 55 ani, prințesă moștenitoare a Danemarcei (n. 1821)
- 1 iunie: Hristo Botev, 28 ani, poet și revoluționar bulgar (n. 1848)
- 8 iunie: George Sand (n. Amantine-Aurore-Lucile Dupin), 71 ani, nuvelistă franceză (n. 1804)
- 21 iunie: Antonio López de Santa Anna (n. Antonio de Padua María Severino López de Santa Anna y Pérez de Lebrón), 82 ani, lider politic mexican, general și președinte al Mexicului (1833-1855, cu întreruperi), (n. 1794)
- 27 iunie: Christian Gottfried Ehrenberg, 81 ani, zoolog, naturalist, anatomist german (n. 1795)
- 1 iulie: Mihail Bakunin, 62 ani, revoluționar rus, considerat „tatăl anarhismului modern” (n. 1814)
- 15 iulie: Aleksander Fredro, 83 ani, scriitor polonez (n. 1793)
- 16 iulie: Elena Maria Catargiu, 41 ani, soția lui Miloș Obrenović, amanta lui Alexandru Ioan Cuza (n. 1835)
- 2 august: Wild Bill Hickok (n. James Butler Hickok), 39 ani, erou popular din Vestul Sălbatic american (n. 1837)
- 28 septembrie: Costache Negri, 64 ani, scriitor și om politic român (n. 1812)
- 8 noiembrie: Maria Vittoria dal Pozzo (n. Maria Vittoria Carlotta Enrichetta Giovanna dal Pozzo), 29 ani, soția regelui Amadeo al Spaniei (n. 1847)
- 26 noiembrie: Karl Ernst von Baer (Karl Maksimovici Baer), 84 ani, biolog, geolog, meteorolog, geograf și naturalist german (n. 1792)
- 28 noiembrie: Gheorghe Costaforu, 60 ani, politician, profesor și jurist român (n. 1820)